# XXXLutz

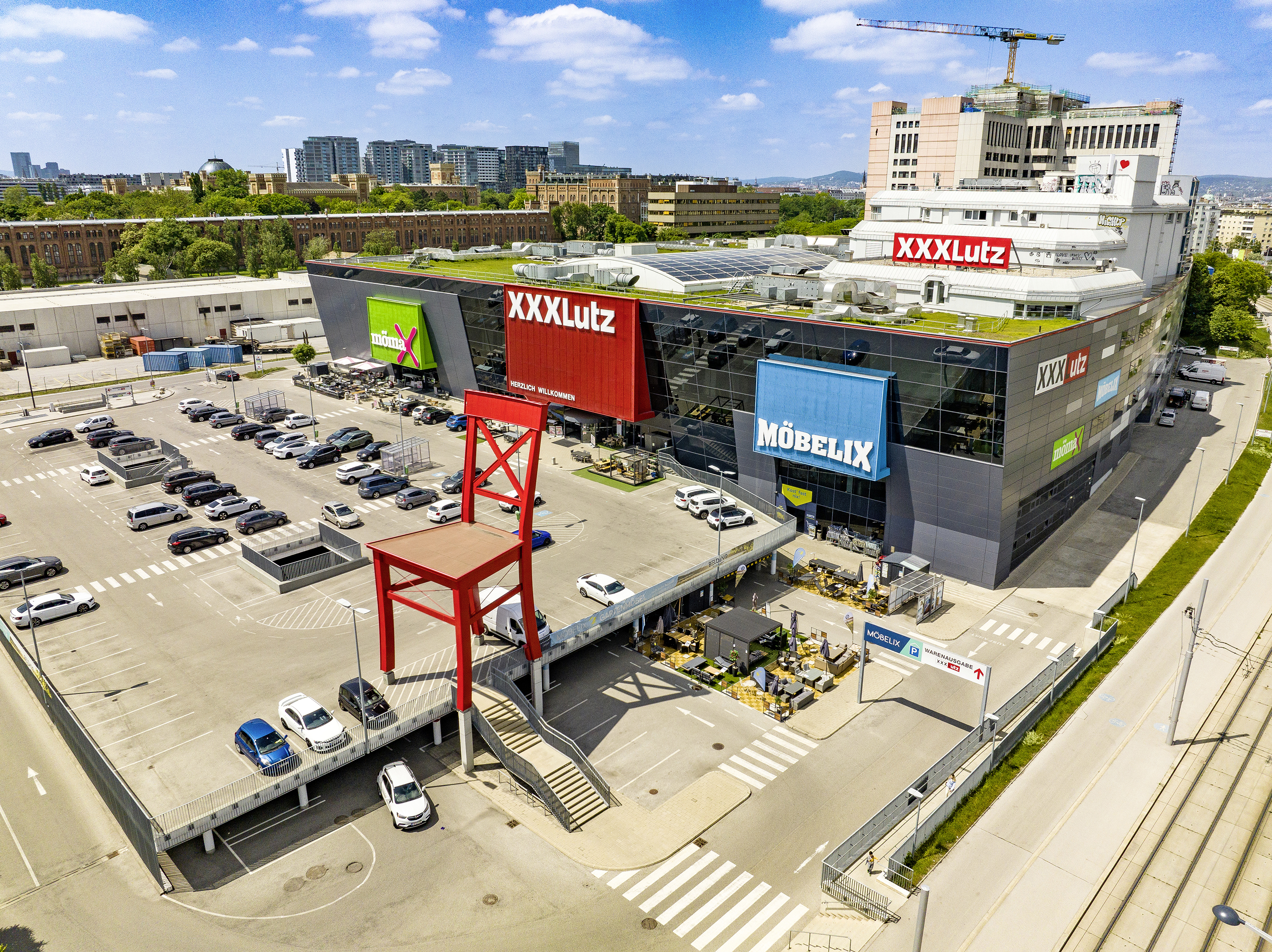
Lutz-Filiale in Wien, 2024

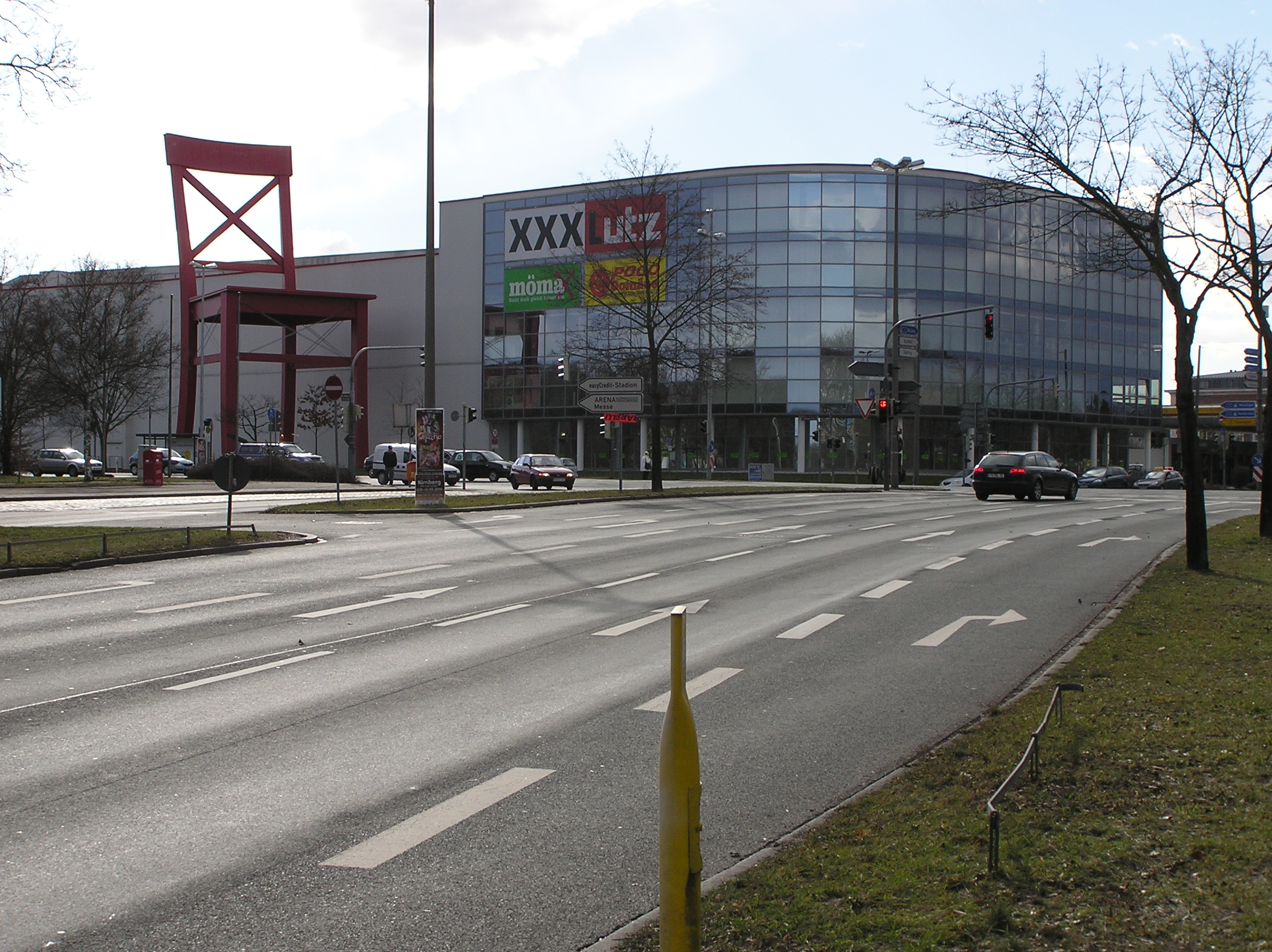
XXXLutz und der Rote Stuhl in Nürnberg (Südost-Seite)

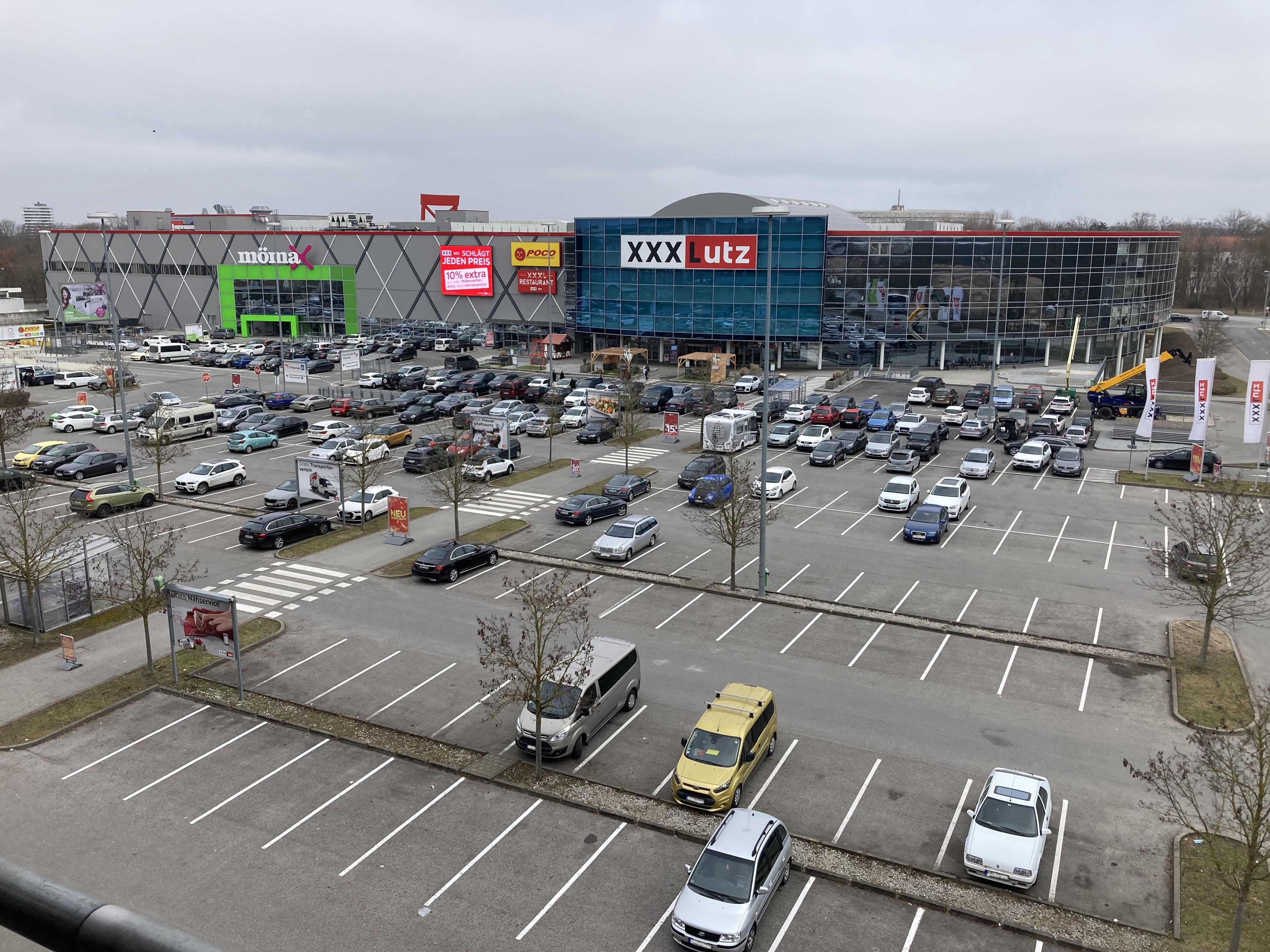
Haupteingang und Parkplatz in Nürnberg (West-Seite)

Die XXXLutz-Gruppe ist eine österreichische Einrichtungshauskette. Der Sitz des 1945 gegründeten Unternehmens befindet sich in Wels. Der Geschäftsbereich umfasst den Betrieb von Möbelgeschäften mit Produkten wie Möbeln, Heimtextilien, Böden, Leuchten und Haushaltsgegenständen sowie Dekorationsartikeln. Die Unternehmensgruppe ist mit Marken wie XXXLutz, Aiko XXXL, Mömax, Möbelix und Poco europaweit tätig.

## Geschichte
Gertrude Seifert (geborene Lutz) gründete in Haag am Hausruck unter dem Namen Lutz ein Unternehmen, das zunächst hauptsächlich Bauernmöbel und Spanschachteln vertrieb. Es handelte sich um handgefertigte Einzelstücke. Ende der 1950er Jahre begann Lutz mit der Produktion von günstigen Möbeln in großen Stückzahlen und entwickelte sich so vom Produktionsbetrieb und Vertrieb für Handwerkskunst zu einem stetig wachsenden Möbelhändler. In den 1970er Jahren übernahmen die Söhne Richard und Andreas das Unternehmen, wobei diese eine aggressivere Preisstruktur verfolgten und sowohl den Personalaufwand als auch den Werbeetat erhöhten.
1973 begann das Unternehmen seine Expansion durch Übernahmen und Neugründungen. 1975 eröffnete Lutz die erste Filiale in Marchtrenk sowie im Folgejahr in Wels und 1978 in Attnang-Puchheim. Bis 2023 wurden pro Jahr durchschnittlich sechs neue Möbelhäuser eröffnet.
1999 wurde Lutz zu XXXLutz umbenannt. Im Jahr 2000 wurde das Einrichtungshaus Neubert mit seinen Filialen in Würzburg und Hirschaid übernommen. Zum Zeitpunkt der Übernahme bestand das Einrichtungshaus seit über 140 Jahren; als Möbel-Neubert war es nach dem Zweiten Weltkrieg im Stadtteil Heidingsfeld neu errichtet worden.
2003 wurde das Unternehmen der umsatz- und verkaufsflächenmäßig größte Möbelhändler Österreichs. Das Unternehmen beschäftigte in diesem Jahr 8000 Mitarbeiter und erwirtschaftete einen Umsatz von 1,25 Mrd. Euro (das umsatzmäßige Marktvolumen des gesamten österreichischen Möbelhandels betrug im selben Jahr etwa 4 Mrd. Euro). Ebenfalls 2003 wurde die Unternehmensgruppe in die Liste der 20 schnellstwachsenden Unternehmen in Europa (Europe’s Top 500) aufgenommen.
Ab 2005 wurde die Geschäftstätigkeit ausgeweitet, indem zunächst in Baden-Württemberg die Mann Mobilia-Möbelhausgruppe erworben wurde, sowie weitere Filialen in Tschechien und der Slowakei. Ebenfalls 2005 erwarb die Gruppe außerdem das Karstadt-Möbelhaus in München sowie zwei Jahre später Hiendl mit Sitz in Passau, das über sechs Möbelhäuser in Süddeutschland verfügte.
Im Jahr 2008 übernahm die Gruppe zwei Sconto-Möbeldiscounter in Ungarn. Zwei Jahre später eröffnete das Unternehmen seinen ersten Standort in Malmö, Schweden, dem Stammland des Konkurrenten IKEA. Zudem wurde die in Südosteuropa tätige Möbelkette Lesnina übernommen. Am 7. Oktober 2013 schloss das Unternehmen erstmals einen Standort, eine Filiale in München.
Im Februar 2016 wurde die Hiller-Kaserne in Linz-Ebelsberg für 41 Mio. Euro an die WSF Privatstiftung, die Teil der Unternehmensgruppe ist, verkauft. Auf dem Gelände sollen Stand 2022 nach einer Sanierung der Gebäude rund 3000 Wohnungen entstehen. Seit 2016 arbeitet XXXLutz außerdem mit dem US-Investor Clayton, Dubilier & Rice LLC in Frankreich im Rahmen einer 50/50-Partnerschaft zusammen. Die Unternehmen betreiben dort gemeinsam die Möbelhandelskette But mit 302 Filialen und 2 Mrd. Euro Umsatz (Stand 2020). Im Jahr 2017 wurde eine Filiale in Bopfingen in den ehemaligen Möbel Mahler-Räumlichkeiten eröffnet sowie das Unternehmen Möbel Buhl in Fulda übernommen.
Am 3. April 2018 wurde in Rothrist die erste Filiale in der Schweiz eröffnet. Ein Jahr später wurde die Pfister-Gruppe übernommen. 2019 übernahm das Unternehmen sechs Interio-Filialen in der Schweiz von Migros und wandelte sie in Mömax-Filialen um. Im selben Jahr wurden 22 Kika-Einrichtungshäuser in Tschechien, der Slowakei, Ungarn und Rumänien übernommen. Darüber hinaus erwarb die Unternehmensgruppe 2020 eine 50-prozentige Beteiligung an Roller, 20 Standorte der Möbel Pfister AG sowie die Einrichtungshäuser Hubacher, Egger und Svoboda.
Am 8. Juli 2020 übernahm das Unternehmen mit einem Partner die französischen Filialen der Möbelhandelskette Conforama. Conforama und But zählten zum Zeitpunkt der Übernahme zu den umsatzstärksten Einrichtungsunternehmen in Frankreich; Conforama erwirtschaftete Stand 2020 einen Umsatz von über 2 Mrd. Euro und unterhielt 162 Einrichtungshäuser.
Seit 2021 hält die Unternehmensgruppe Anteile am Online-Portal moebel.de, einer auf den Einrichtungsbereich ausgerichteten Suchmaschine mit Online-Auftritten in Deutschland, Österreich, Schweiz, Frankreich und den Niederlanden.
XXXLutz übernahm Anfang 2022 die LIPO Einrichtungsmärkte in der Schweiz. Am 2. August desselben Jahres eröffnete in Dietikon seine zweite Schweizer Filiale unter eigenem Namen. 2022 erwarb die Unternehmensgruppe außerdem 50 Prozent der Anteile an der Braun Möbel-Center GmbH sowie rund 92 Prozent des Online-Möbelhändlers Home24. Home24 hatte im Frühjahr des gleichen Jahres die Übernahme der auf Haushaltswaren & Dekorationsartikel ausgerichteten Filialkette Butlers abschließen können.
Im Jahr 2023 wurde Conforama Suisse übernommen. Im September desselben Jahres übernahm die Unternehmensgruppe zusätzlich die 59 Conforama-Märkte in Spanien und Portugal. Des Weiteren vereinbarte die Gruppe mit der Tessner-Gruppe im Herbst desselben Jahres, sechs Schulenburg sowie den Tejo's SB Lagerkauf Schleswig zu integrieren. Tejo´s SB Lagerkauf Schleswig wurde im Zuge dessen zu einer Mömax-Filiale umfirmiert.
Im Januar 2025 wurde die Übernahme der Porta Holding bekannt gegeben. Die Zustimmung des Bundeskartellamtes steht noch aus.

## Unternehmensstruktur
Seit 2009 ist die operative Zentrale der Lutz-Gruppe die XXXLutz KG mit Sitz in Wels, die über die Komplementärgesellschaft XXXLutz Verwaltungs GmbH in den Händen zweier Privatstiftungen liegt. Seit Ende des Jahres 2022 unterhält die GW-Immo-GmbH, Wels 50-prozentige Anteile an der XXXLutz KG. Die gesamte international tätige Gruppe firmiert unter XXXLutz Group oder XXXL Group.
Die Unternehmensgruppe ist nach Nettoumsatz einer der größten Möbelhändler Österreichs und erwirtschaftete im Geschäftsjahr 2023 5,75 Mrd. € Umsatz. 2024 stieg der Umsatz auf über 6 Mrd. €. Der größte Mitbewerber in Österreich ist IKEA.
Möbelix, Mömax und XXXLutz betreiben gemeinsam 15 Onlineshops für den Vertrieb.

## Marken und Unternehmensteile
Im Jahr 2023 betreibt die Unternehmensgruppe mit den Marken XXXLutz, Mömax, Möbelix, Poco, Porta, SB Möbel Boss, Asko, Möbel Letz, Conforama, LIPO, Pfister, Sparkauf, Svoboda, Möbel Hubacher, Lesnina XXXL und Aiko XXXL Möbelhäuser in Österreich, Deutschland, Schweiz, Ungarn, Rumänien, Tschechien, Slowakei, Schweden, Slowenien, Kroatien, Bulgarien, Polen, Serbien, Spanien und Portugal.
Zur Unternehmensgruppe gehören unter anderem die Möbelhäuser Mann Mobilia und die Möbeldiscounter Mömax und Möbelix. Weitere Unternehmen (Besitz oder Anteile) sind oder waren Möbel Engelhardt (2002), Möbel Krügel, Domäne (2005–2007; wurden alle Möbelix-Filialen fusioniert mit Domäne um kurz darauf mit Poco zu Poco Domäne zusammengeschlossen und schließlich in Poco umbenannt. Poco gehört seit 2008 zur Hälfte zu der Unternehmensgruppe), Möbel Bierstorfer, Emslander in Landshut, Europamöbel sowie Möbel Hesse.

### XXXLutz
XXXLutz betreibt als eigene Marke eigene Möbelhäuser und seit 2014 einen eigenen Onlineshop. Als Markenzeichen wurde im Jahr 2004 ein überdimensionierter roter Stuhl eingeführt, der auf den Parkplätzen vor den Möbelhäusern aufgestellt wird. Mit einer Höhe von 30 Metern erhielt der rote Stuhl einen Eintrag ins Guinness-Buch der Rekorde als größter Stuhl der Welt.

### Mömax

Logo der zu XXXLutz gehörenden Marke Mömax

Die Wortschöpfung Mömax setzt sich zusammen aus Möbel und maximal. Das Tochterunternehmen wurde 2002 als Möbeldiscounter in Dornbirn, Österreich gegründet. Im Folgejahr eröffnete das Unternehmen in Hirschaid, Bayern die erste Mömax-Filiale in Deutschland sowie weitere Standorte in Österreich, Deutschland, Ungarn und Slowenien. Mömax ist seit 2009 im Onlinehandel vertreten.
2020 eröffnete das Unternehmen weitere Standorte in Ungarn, Bulgarien, Kroatien, Rumänien und Polen. Die ersten zwei Mömax-Filialen wurden im selben Jahr in der Schweiz (Spreitenbach und Emmen) eröffnet.
Stand 2022 unterhält Mömax 98 Möbelhäuser an insgesamt 99 Standorten (davon 41 in Deutschland). Das Unternehmen vertreibt Küchen, Möbel, Wohnaccessoires (etwa Teppiche und Leuchten), Haushaltswaren (beispielsweise Haushaltsgeräte) sowie Spielwaren. 2022 waren 3.000 Mitarbeiter für das Unternehmen tätig. Das Kennzeichen der Mömax-Möbelhäuser ist eine grüne Fassade mit einem pinkfarbenen X.

### Möbelix

Logo der zu XXXLutz gehörenden Marke Möbelix

Die erste Möbelix-Filiale wurde 1989 als Kleinflächendiscounter im österreichischen St. Florian eröffnet. 2005 startete Möbelix seine Geschäftstätigkeit im Onlinehandel. Zwei Jahre später übernahm die XXXLutz-Gruppe vier Filialen der ehemaligen Europamöbel in Tschechien sowie der Slowakei und firmierte sie 2008 auf Möbelix um. Im selben Jahr erfolgte die Gründung weiterer Möbelix-Standorte in Ungarn, der Slowakei, Tschechien und Kroatien.
Das Unternehmen unterhält Filialen in Österreich, Tschechien, Ungarn und der Slowakei.
Die Filialen in Deutschland wurden 2007 wegen der Übersichtlichkeit auf Anweisung des Bundeskartellamt zusammen mit den übernommenen Domäne-Filialen zu Poco Domäne um kurz darauf zu Poco zu werden.

### Porta
Im Januar 2025 übernimmt XXXLutz die Porta Gruppe mit den Marken Porta, SB Möbel Boss, Asko und Möbel Letz.

### Filialen der XXXLutz-Gruppe
Die Unternehmensgruppe vertreibt ihre Produkte hauptsächlich über den stationären Handel. Stand 2023 ist sie aktiv in Europa, wobei der Schwerpunkt der Unternehmenstätigkeit im deutschsprachigen Raum liegt. Die Zentrallager im deutschsprachigen Raum befinden sich unter anderem in Anzing, Sattledt, Zurndorf, Gottfrieding und Uffenheim-Langensteinach.
| Vertriebsschiene | Handelstyp       | AT | DE  | CH | HU | RO | CZ | SK | SE | SI | HR | BG | PL | RS | ES | PT |
| ---------------- | ---------------- | -- | --- | -- | -- | -- | -- | -- | -- | -- | -- | -- | -- | -- | -- | -- |
| XXXLutz          | Einrichtungshaus | 47 | 57  | 6  | 9  | 2  | 12 | 5  | 1  | –  | –  | –  | –  | –  | –  | –  |
| Mömax            | Einrichtungshaus | 22 | 49  | 9  | 14 | 6  | –  | –  | –  | 4  | 4  | 6  | 1  | 1  | –  | –  |
| Möbelix          | Möbeldiscounter  | 60 | –   | –  | 12 | –  | 20 | 15 | –  | –  | –  | –  | –  | –  | –  | –  |
| Poco             | Möbeldiscounter  | –  | 132 | –  | –  | –  | –  | –  | –  | –  | –  | –  | –  | –  | –  | –  |
| SB Möbel Boss    | Möbeldiscounter  | –  | 95  | –  | –  | –  | –  | –  | –  | –  | –  | –  | –  | –  | –  | –  |
| Porta            | Einrichtungshaus | –  | 28  | –  | –  | –  | –  | –  | –  | –  | –  | –  | –  | –  | –  | –  |
| Möbel Letz       | Einrichtungshaus | –  | 1   | –  | –  | –  | –  | –  | –  | –  | –  | –  | –  | –  | –  | –  |
| Conforama        | Möbeldiscounter  | –  | –   | 19 | –  | –  | –  | –  | –  | –  | –  | –  | –  | –  | 37 | 11 |
| LIPO             | Möbeldiscounter  | –  | –   | 20 | –  | –  | –  | –  | –  | –  | –  | –  | –  | –  | –  | –  |
| Pfister          | Einrichtungshaus | –  | –   | 18 | –  | –  | –  | –  | –  | –  | –  | –  | –  | –  | –  | –  |
| Möbel Hubacher   | Einrichtungshaus | –  | –   | 1  | –  | –  | –  | –  | –  | –  | –  | –  | –  | –  | –  | –  |
| Asko             | Einrichtungshaus | –  | –   | –  | –  | –  | 14 | 7  | –  | –  | –  | –  | –  | –  | –  | –  |
| Lesnina XXXL     | Einrichtungshaus | –  | –   | –  | –  | –  | –  | –  | –  | 10 | 9  | –  | –  | 2  | –  | –  |
| Aiko XXXL        | Einrichtungshaus | –  | –   | –  | –  | –  | –  | –  | –  | –  | –  | 6  | –  | –  | –  | –  |

### Beteiligungen
XXXLutz ist an folgenden Unternehmen und Möbelhäusern beteiligt:
Deutschland
- Home24 SE (95,96 Prozent)[114][115]
  - Home24
  - Butlers
- Roller (50 Prozent)[116]
- Tejo Unternehmensgruppe (50 Prozent)[116]
  - Schulenburg[117][118]
  - tejo’s SB Lagerkauf[117][119]
- Braun Möbel-Center (50 Prozent)[120]
- Zurbrüggen (50 Prozent)[121][122]
- Möbelzentrum Pforzheim (50 Prozent)[123]
- moebel.de[124][125]

Frankreich
- But International S.A.S (50 Prozent)[126]
  - But (Frankreich)
  - Conforama (Frankreich)[127][25]

Polen
- BRW Gruppe (50 Prozent)[128][129]
  - Black Red White (Polen)

Die XXXLutz KG ist des Weiteren persönlich haftender Gesellschafter der XXXLutz Verwaltungs GmbH und zu 20 Prozent Eigentümer der Giga International GmbH & Co. KG. Giga International ist ein von der Gruppe gegründeter Einkaufsverband mit Sitz in Würzburg. Der Verband bündelt die Einkäufe für alle Möbelhändler und Beteiligungen der Unternehmensgruppe.

## Produkte und Werbung

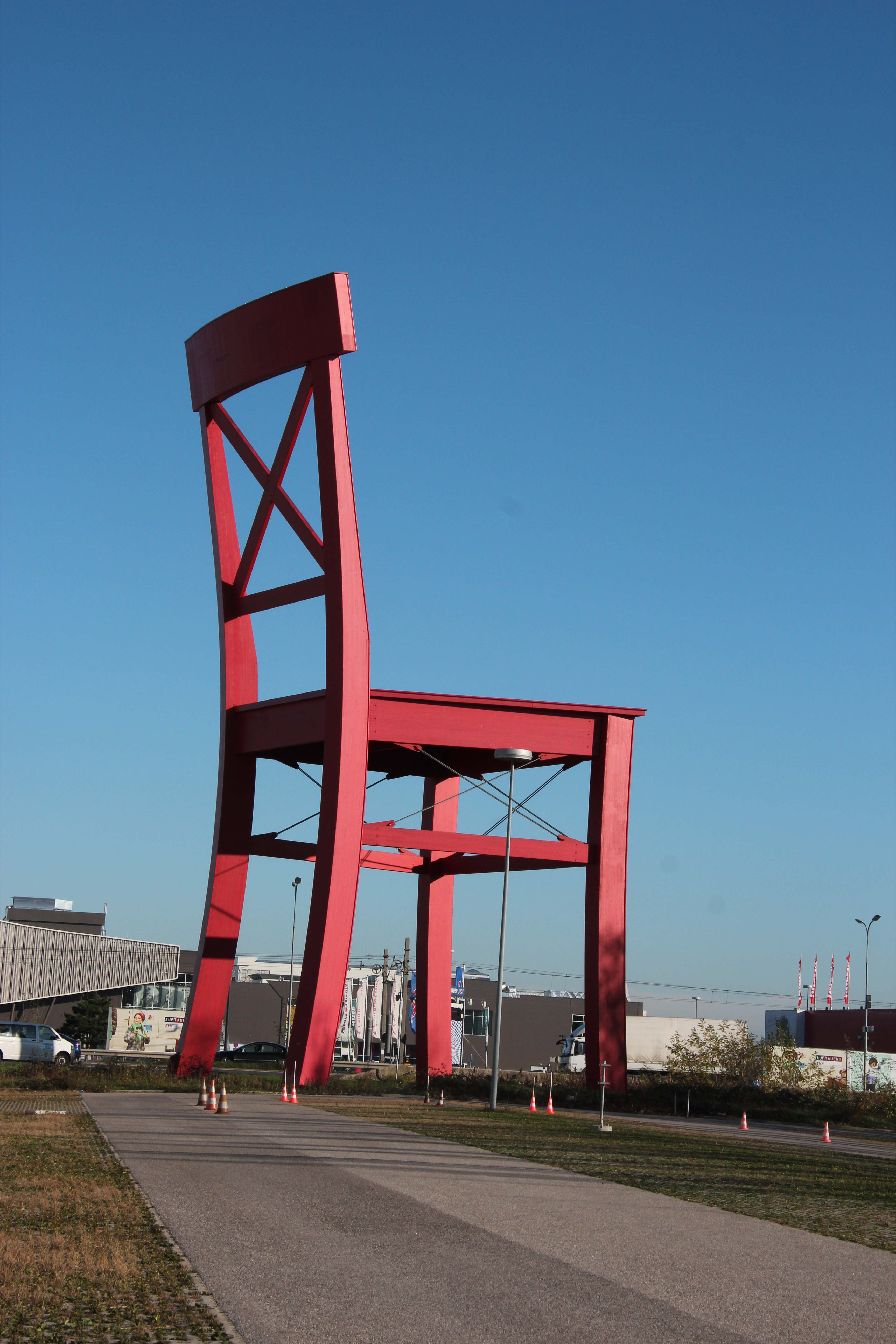
Werbesymbol in Brunn (2013)

### Sortiment
Das Kernsortiment umfasst etwa 50.000 Produkte. Zusätzlich zu Möbeln aller Arten und Stilrichtungen, vertreibt das Unternehmen auch Küchen, Matratzen, Teppiche, Heimtextilien, Babyartikel, Leuchten, Bodenbeläge, Geschenkartikel, Haushaltswaren und Wohnaccessoires.

### Werbung
Die Werbeslogans des Unternehmens sind in Deutschland: „Beim XXXLutz ist alles XXXL“ sowie in Österreich: „Der XXXLutz, was der alles hat.“

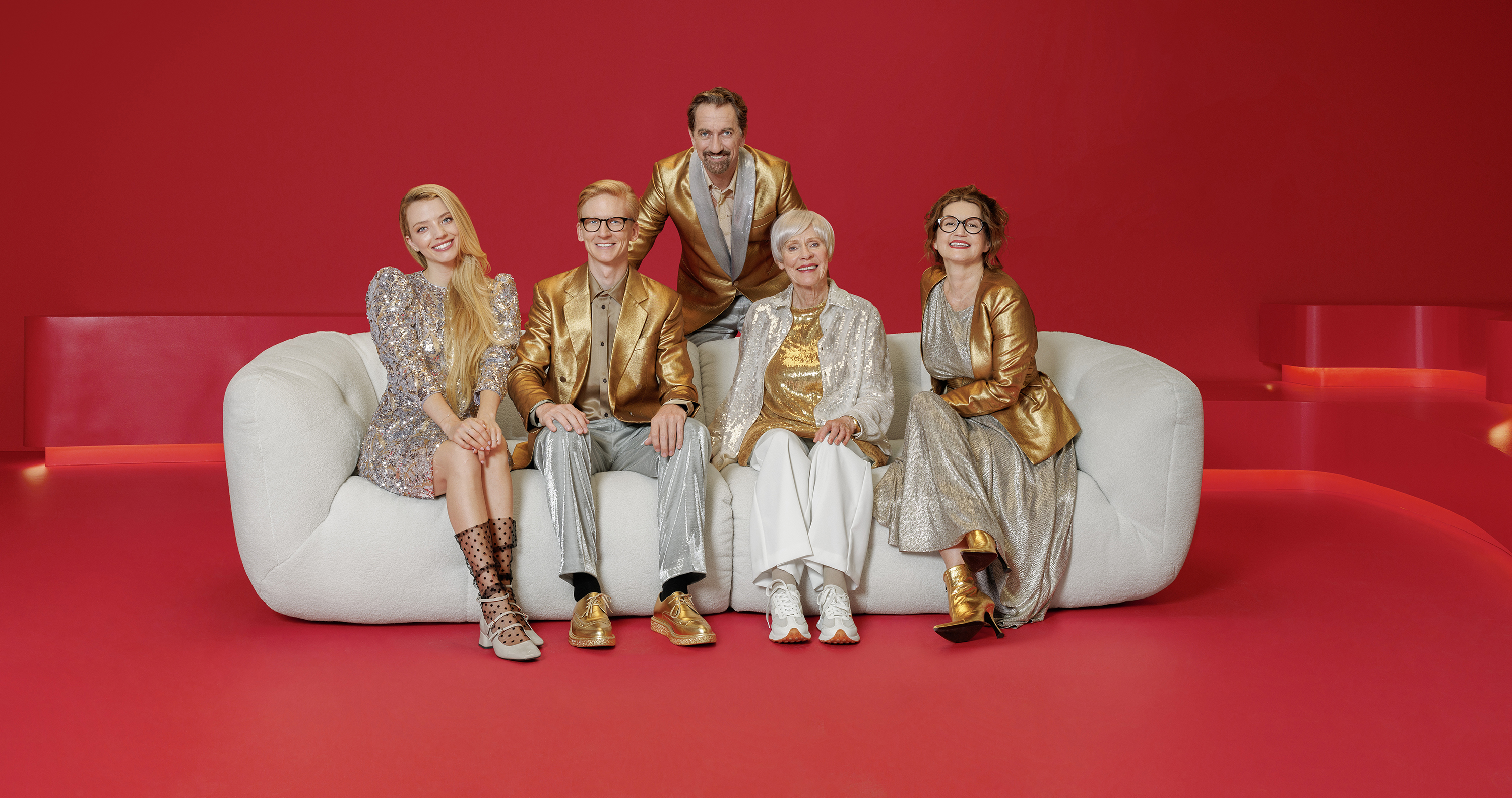
Familie Putz (2024)

In Österreich wirbt das Unternehmen seit 1999 mit der Familie Putz, welche in Werbespots im Sitcom-Stil auftritt. Das Konzept der Familie Putz und dessen Umsetzungsweise wird seit dem Start immer wieder in den Medien diskutiert. 2004 erhielt DMB für die Entwicklung des Werbekonzepts den Staatspreis für Marketing. 2024 erschien anlässlich des 25. Geburtstages der Familie-Putz-Kampagne ein 20-minütiger Kurzfilm Familie Putz goes Hollywood, der in Kalifornien gedreht wurde und im April 2024 im Wiener Stadtkino und auf Puls 4 gezeigt wurde.
Im Jahr 2004 wurde der Rote Stuhl (in Österreich als Sessel bezeichnet) als Werbelogo eingeführt. Dieser wurde in das Guinness-Buch der Rekorde als größter Stuhl der Welt aufgenommen.
Seit 2020 wirbt Matthias Schweighöfer für das Unternehmen in Deutschland.
Das Werbekonzept hat die Marke XXXLutz zur bekanntesten Möbelhandelsmarke Österreichs gemacht. Laut einer 2019 durchgeführten Marktumfrage des Market Instituts in Österreich war XXXLutz die Marke, die die meisten Befragungsteilnehmer weiterempfehlen würden.
Seit den 1990er Jahren ist Thomas Saliger Werbeleiter des Unternehmens, er wurde 2023 mit dem Marketing Leader Award von Internet World Austria und dem Marketing Club Österreich für sein Lebenswerk ausgezeichnet.

### Restaurants
XXXLutz betreibt eine eigene Systemgastronomie in seinen Möbelhäusern. Von den insgesamt 370 Filialen in 13 verschiedenen Ländern betreibt rund die Hälfte der Möbelhäuser auch ein Restaurant. In Wien gibt es sogar ein XXXLutz-Restaurant ohne Möbelhaus. Auch Mömax betreibt Restaurants in vielen seiner Filialen.

## Kritik
XXXLutz wird von Arbeitnehmerinteressensvertretungen, etwa seitens der Gewerkschaft Verdi, hinsichtlich der Unternehmenspolitik kritisiert. Unter anderem wurde bemängelt, dass das Unternehmensgeflecht aus einem Netz von Gesellschaften besteht, in das das Personal ausgelagert wird.
Im Detail geht es um Behinderung von Betriebsräten sowie einer Überschreitung der Arbeitszeiten und Einschüchterung von Mitarbeitern. Auch gab es eine Klage einer Auszubildenden, der trotz besonderen Kündigungsschutzes durch das Schwerbehindertenrecht gekündigt wurde. Das Urteil der 1. Instanz gegen XXXLutz wurde jedoch nicht rechtskräftig. Durch einen Vergleich kam es nicht zu einer Entscheidung durch ein höheres Gericht. 2023 trat das Unternehmen als Partner des Oberösterreichischen Inklusionspreises auf.

### Fall München
Nach der Standortschließung im Oktober 2013 in München wurden alle 160 Angestellten freigestellt, der abschließende Räumungsverkauf bis 30. November 2013 wurde mit Mitarbeitern aus anderen Filialen abgewickelt.
Bis August 2014 konnte kein Sozialplan vereinbart werden. Des Weiteren wurden keine Abfindungen an die Entlassenen gezahlt. Nach Konzernrecht wäre die Muttergesellschaft in der Pflicht dazu, allerdings bestritt die Gesellschaft mit beschränkter Haftung, der die Personalgesellschaften einzelner Filialen unterstehen, diese Verpflichtungen. Der Leiter der Einigungsstelle schlug zunächst 2,5 Mio. Euro als Vergleichsbetrag vor, stimmte dann jedoch selbst gegen seinen eigenen Vorschlag, nachdem Vertreter des Arbeitgebers einen wesentlich niedrigeren Betrag angeboten hatten. Unter Vermittlung einer Einigungsstelle einigten sich die ehemaligen Mitarbeiter der Filiale letztlich mit dem ehemaligen Arbeitgeber auf eine Gesamtsumme von 2,1 Mio. Euro.

### Fall Mannheim
Am 1. Februar 2016 wurde 99 Angestellten, die im Zentrallager von XXXL Mann Mobilia in Mannheim-Vogelstang arbeiteten, der Zutritt zum Arbeitsplatz verweigert. Nach dem Bericht einer Angestellten seien hierbei Sicherheitskräfte eingesetzt worden. Die Beschäftigten erhielten ein Dokument, nach dem sie von der Arbeit freigestellt wurden.

### Steuern
Das Unternehmen geriet wegen eines Steuersparmodelles in Kritik. Den einzelnen Konzerngesellschaften wurden von der XXXLutz Marken GmbH mit Sitz in Malta Lizenzen in Rechnung gestellt. Die Gewinne wurden dadurch von Ländern mit höheren Steuersätzen nach Malta verschoben. Theoretisch wären die Gewinne mit 35 Prozent Körperschaftsteuer besteuert worden, aufgrund von Rückerstattungen wurden die Gewinne mit 5 Prozent besteuert. In Österreich betrug die Körperschaftsteuer bis zur Steuerreform 2004/2005 34 Prozent, danach 25 Prozent. Die Grünen stellten 2014 eine parlamentarische Anfrage an Finanzminister Hans Jörg Schelling (ÖVP) zum Steuerentfall für die Republik Österreich durch die Unternehmensstruktur von XXXLutz über die Tochterfirma auf Malta. Der Minister gab dazu keine Auskunft und berief sich auf die abgabenrechtliche Geheimhaltungspflicht. Schelling war von 1992 bis 2005 Geschäftsführer der XXXLutz GmbH und von 2005 bis 2011 im Aufsichtsrat gewesen.

### Werbespots
Im Jänner 2018 sorgte ein Werbespot der Möbelkette Mömax, in dem ein etwa zwölfjähriges Mädchen erzählt, es habe Sex mit seinem Lehrer, zu öffentlichen Diskussionen und zur Kritik in Sozialen Netzwerken sowie zu Beschwerden beim Werberat. Österreichische Kinderschutzzentren kritisierten, dass der Missbrauch Minderjähriger und seine Folgen bagatellisiert und als normal dargestellt wurden. Sexuelle Beziehungen zwischen Lehren und Schülern seien eine anzeigepflichtige Straftat, kein „Werbegag“.
Im Jahr 2012 unterstellten zwei Liedtexter dem Unternehmen, mit der Werbekampagne zu „Möbel Morgana“ gegen das Urheberrecht verstoßen zu haben. Das Unternehmen soll bei dem Werbefilm Fata Morgana (Erste Allgemeine Verunsicherung) vollständig plagiiert haben, bei den beiden Mitkomponisten jedoch keine Genehmigung eingeholt haben. Geklagt wurde von Eik Breit und Günter Schönberger auf Verletzung des Urheberrechts, der Streitwert belief sich laut den beiden Musikern auf knapp 40.000 Euro. Die XXXLutz-Gruppe gab an, die Genehmigungen bei den zuständigen Tonträgerunternehmen und dem EAV-Management eingeholt zu haben. Diese würden jedoch nur über die Rechte der aktuellen Bandmitglieder verfügen, argumentierten Breit und Schönberger. Der frühere EAV-Keyboarder Nino Holm, der ebenfalls Co-Autor des Titels ist, wollte sich nicht an der Anklage beteiligen.
Zur Nationalratswahl 2017 warb das Unternehmen mit einem Spot, bei dem Darsteller mit den Köpfen der Spitzenkandidaten der wahlwerbenden Parteien auftraten. Zur Nationalratswahl 2019 wurde eine Werbung für das Unternehmen eingeführt, bei der die Kandidaten der Parteien zusammen in Unterwäsche im Bett gezeigt wurden. Beide riefen Beschwerden beim Werberat hervor.

### Restaurant
Im Juli 2020 wurde in Österreich die XXXL-Billigschnitzel-Aktion, bei dem ein Schnitzel vom Schwein oder Huhn mit Beilage für nur 2,50 Euro angeboten wurde, von Landwirten und Tierschützern als „totale Verramschung“ kritisiert. Daraufhin führte XXXLutz Gespräche mit dem Bauernbund, welche zu dem Ergebnis führten, dass XXXLutz seit Januar 2022 ausschließlich Schweinefleisch aus Österreich verwendet. Dafür wurde ein Vertrag mit der Fleischerei Hütthaler unterzeichnet, die 100 Schweine pro Woche aus ihrem Hofkultur-Programm liefert. Alle Schweinefleischprodukte werden seither von österreichischen Bauern bezogen.

### Zentrallager Zurndorf, Gründung eines Betriebsrats
In einem der Zentrallager in Zurndorf arbeiten auch Arbeitnehmer aus der Slowakei. Wie auf moment.at am 28. Oktober 2022 berichtet wurde, verhinderte die Unternehmensführung im Juli 2022 die Gründung eines – im Konzern in Österreich ersten – Betriebsrats durch Entlassung eines Mitarbeiters unmittelbar vor seiner Aufstellung als Wahlkandidat. 2024 wurde dem Bauprojekt der Negativpreis „Neun Plätze, neun Betonschätze“ verliehen.